# Robert Duvall
Pour les articles homonymes, voir Duvall.
Robert Duvall est un acteur, réalisateur, producteur et scénariste américain, né le 5 janvier 1931 à San Diego (Californie).
Il est surtout connu par ses rôles dans les films de Francis Ford Coppola à savoir Le Parrain, Conversation secrète et Apocalypse Now.
Sa carrière s’étend sur six décennies, de 1962 à 2022.

## Biographie

### Jeunesse
Robert Selden Duvall naît le 5 janvier 1931 à San Diego en Californie. Son père, William Howard Duvall (1904-1984), est rear admiral dans l'US Navy et descend du pionnier américain du XVIIe siècle Mareen Duvall. Sa mère Mildred Virginia (née Hart, 1901-1985), est une actrice amateur apparentée à Robert E. Lee, général sudiste de la guerre de Sécession, et est un membre de la famille Lee de Virginie.
Il déménage à l’âge de 10 ans avec sa famille sur la côte est, à Annapolis, dans le Maryland.

### Étudiant
Il fait ses études au Principia College avant d'effectuer son service militaire en Corée pendant deux ans. Grâce au financement de ses études par le gouvernement américain, le G.I. Bill, il part en 1955 pour New York et entre au Neighborhood Playhouse School of the Theatre, où il étudie le théâtre avec Sanford Meisner. C'est à ce moment qu'il se met en colocation avec deux autres étudiants, Dustin Hoffman et Gene Hackman,,.

### Carrière
En 1958, Robert Duvall rencontre le dramaturge Horton Foote, qui lui ouvre, cinq ans plus tard, les portes du cinéma, avec le rôle de Boo Radley dans To Kill A Mockingbird (1962). Durant les années 1960, il joue dans quelques séries télévisées, comme La Quatrième Dimension, avant de se consacrer au cinéma, avec des petits rôles dans Bullitt (1968) ou dans Cent Dollars pour un shérif (1969). Francis Ford Coppola lui offre un rôle important dans Les gens de la pluie.
Les années 1970 lui ouvrent la voie du succès, notamment pour son rôle du major Franck Burns dans M*A*S*H, mais plus que le rôle principal de THX 1138, le premier film de George Lucas, c'est son personnage de Tom Hagen dans Le Parrain en 1972, pour lequel il est nommé aux Oscars. Deuxième film avec Francis Ford Coppola, leur collaboration se poursuit avec Le Parrain 2, puis, en 1979, avec Apocalypse Now, où il joue le lieutenant-colonel Bill Kilgore. Grâce à la qualité de son jeu, et une réplique devenue culte : « J'adore respirer l'odeur du napalm le matin », il obtient à nouveau une nomination aux Oscars pour le meilleur second rôle.
Il a été nommé aux Oscars comme meilleur second rôle dans Préjudice (1998), et comme meilleur acteur dans The Great Santini (1980) et dans Le Prédicateur (1997). Il a remporté l’Oscar pour son rôle dans Tendre Bonheur (1983).
The Apostle, ainsi que Assassination tango, un thriller sur l'un de ses sujets favoris, le tango, lui doivent leur succès critique.

### Vie privée
Duvall a été marié trois fois, avec :
- Barbara Benjamin (1964-1975)
- Gail Youngs (1982-1986)
- Sharon Brophy (1991-1996)

Il vit depuis 2005 avec sa partenaire dans Assassination Tango, l'actrice Luciana Pedraza (en).

## Filmographie
Sauf indication contraire, les informations mentionnées dans cette section peuvent être confirmées par la base de données cinématographiques IMDb,  présente dans la section « Liens externes ».

### Acteur

#### Cinéma

##### Années 1960
- 1962 : Du silence et des ombres (To Kill a Mockingbird) de Robert Mulligan : Arthur 'Boo' Radley
- 1963 : Le Combat du Capitaine Newman (Captain Newman, M.D.) de David Miller : Capt. Paul Cabot Winston
- 1965 : Tendre Garce (Nightmare in the Sun) de John Derek et Marc Lawrence : motard
- 1966 : La Poursuite impitoyable (The Chase) d’Arthur Penn : Edwin Stewart
- 1967 : Objectif Lune (Countdown) de Robert Altman et William Conrad : Chiz
- 1968 : Le Détective (The Detective) de Gordon Douglas : Nestor
- 1968 : Bullitt de Peter Yates : Weissberg
- 1969 : Cent Dollars pour un shérif (True Grit) d'Henry Hathaway : Ned Pepper
- 1969 : Les Gens de la pluie (The Rain People) de Francis Ford Coppola : Gordon

##### Années 1970
- 1970 : M*A*S*H de Robert Altman : Major Frank Burns
- 1970 : Le Révolutionnaire (en) (The Revolutionary) de Paul Williams (en) : Despard
- 1971 : THX 1138 de George Lucas : THX 1138
- 1971 : L'Homme de la loi (Lawman) de Michael Winner : Vernon Adams
- 1972 : Le Parrain (The Godfather) de Francis Ford Coppola : Tom Hagen
- 1972 : Tomorrow (en) de Joseph Anthony : Jackson Fentry
- 1972 : La Légende de Jesse James (The Great Northfield Minnesota Raid) de Philip Kaufman : Jesse James
- 1972 : Joe Kidd de John Sturges : Frank Harlan
- 1973 : Madame Bijoux (en) (Lady Ice) de Tom Gries : Ford Pierce
- 1973 : Police Connection (Badge 373) de Howard Koch : Eddie Ryan
- 1973 : Échec à l'organisation (The Outfit) de John Flynn : Earl Macklin
- 1974 : Conversation secrète (The Conversation) de Francis Ford Coppola : M.C. (non crédité)
- 1974 : Le Parrain, 2e partie (The Godfather: Part II) de Francis Ford Coppola : Tom Hagen
- 1975 : L'Évadé (Breakout) de Tom Gries : Jay Wagner
- 1975 : Tueur d'élite (The Killer Elite) de Sam Peckinpah : George Hansen
- 1976 : Sherlock Holmes attaque l'Orient Express (The Seven-Per-Cent Solution) de Herbert Ross : Dr. John H. Watson / narrateur
- 1976 : Network : Main basse sur la télévision (Network) de Sidney Lumet : Frank Hackett
- 1976 : L'Aigle s'est envolé (The Eagle Has Landed) de John Sturges : Colonel Max Radl
- 1977 : Le Plus Grand (The Greatest) de Tom Gries : Bill McDonald
- 1978 : Betsy (The Betsy) de Daniel Petrie : Loren Hardeman III
- 1978 : L'Invasion des profanateurs (Invasion of the Body Snatchers) de Philip Kaufman : le prêtre sur la balançoire (non crédité)
- 1979 : Apocalypse Now de Francis Ford Coppola : Lieutenant Colonel Bill Kilgore
- 1979 : The Great Santini de Lewis John Carlino : Bull Meechum

##### Années 1980
- 1981 : Sanglantes Confessions (True Confessions) d'Ulu Grosbard : Tom Spellacy
- 1981 : Deux Cent Mille Dollars en cavale (The Pursuit of D.B. Cooper) de Roger Spottiswoode : Gruen
- 1983 : Tendre Bonheur (Tender Mercies) de Bruce Beresford : Mac Sledge
- 1984 : The Stone Boy de Christopher Cain : Joe Hillerman
- 1984 : Le Meilleur (The Natural) de Barry Levinson : Max Mercy
- 1985 : Le Bateau-phare (The Lightship) de Jerzy Skolimowski : Caspary
- 1986 : Belisaire, le Cajun (Belizaire the Cajun) de Glen Pitre : le prêcheur
- 1986 : Six hommes pour sauver Harry (Let's Get Harry) de Stuart Rosenberg : Norman Shrike
- 1987 : Hôtel Colonial (Hotel Colonial) de Cinzia TH Torrini : Roberto Carrasco (Luca Venieri)
- 1988 : Colors de Dennis Hopper : officier Bob Hodges

##### Années 1990
- 1990 : Convicts (en) de Peter Masterson : Soll
- 1990 : La Servante écarlate (The Handmaid's Tale) de Volker Schlöndorff : Commander
- 1990 : État de force (A Show of Force) de Bruno Barreto : Howard
- 1990 : Jours de tonnerre (Days of Thunder) de Tony Scott : Harry Hogge
- 1991 : Rambling Rose de Martha Coolidge : Daddy
- 1992 : Newsies de Kenny Ortega : Joseph Pulitzer
- 1992 : La Peste (The Plague) de Luis Puenzo : Joseph Grand
- 1993 : Chute libre (Falling Down) de Joel Schumacher : Detective Martin Prendergast
- 1993 : Geronimo (Geronimo: An American Legend) de Walter Hill : Chef des Scouts Al Sieber
- 1993 : Deux Drôles d'oiseaux (Wrestling Ernest Hemingway) de Randa Haines : Walter
- 1994 : Le Journal (The Paper) de Ron Howard : Bernie White, Editor New York Sun
- 1995 : Amour et Mensonges (Something to Talk About) de Lasse Hallström : Wyly King
- 1995 : Les Aventuriers de l'or noir (The Stars Fell on Henrietta) de James Keach : M.. Cox
- 1995 : Les Amants du nouveau monde (The Scarlet Letter) de Roland Joffé : Roger Chillingworth
- 1996 : La Couleur du destin (A Family Thing) de Richard Pearce : Earl Pilcher Jr.
- 1996 : Phénomène (Phenomenon) de Jon Turteltaub : Doc Brunder
- 1996 : Sling Blade de Billy Bob Thornton : Frank Childers
- 1997 : Le Prédicateur (The Apostle) de lui-même : Euliss 'Sonny' Dewey - The Apostle E.F.
- 1998 : The Gingerbread Man de Robert Altman : Dixon Doss
- 1998 : Deep Impact de Mimi Leder : Capt. Spurgeon 'Fish' Tanner
- 1998 : Préjudice (A Civil Action) de Steven Zaillian : Jerome Facher

##### Années 2000
- 2000 : 60 secondes chrono (Gone in Sixty Seconds) de Dominic Sena : Otto Halliwell
- 2000 : Un but pour la gloire (A Shot at Glory) de Michael Corrente : Gordon McLeod
- 2000 : À l'aube du 6e jour (The 6th Day) de Roger Spottiswoode : Dr Griffin Weir
- 2002 : John Q de Nick Cassavetes : Lt. Frank Grimes
- 2002 : Assassination tango de Robert Duvall : John J. Anderson
- 2003 : Gods and Generals de Ronald F. Maxwell : général Robert E. Lee
- 2003 : Open Range de Kevin Costner : Boss Spearman
- 2003 : Le Secret des frères McCann (Secondhand Lions) de Tim McCanlies (en) : Hub
- 2005 : Match en famille (Kicking and Screaming) de Jesse Dylan : Buck Weston
- 2006 : Thank You for Smoking de Jason Reitman : Doak 'The Captain' Boykin
- 2007 : Lucky You de Curtis Hanson : L. C. Cheever
- 2007 : La Nuit nous appartient (We Own the Night) de James Gray : Burt Grusinsky
- 2008 : Tout... sauf en famille (Four Christmases) de Seth Gordon : Howard
- 2009 : Crazy Heart de Scott Cooper : Wayne Kramer
- 2009 : La Route (The Road) de John Hillcoat : le vieil homme à l'agonie

##### Années 2010
- 2010 : Le Grand Jour (Get Low) d'Aaron Schneider : Felix Bush
- 2011 : Seven Days in Utopia de Matt Russell : Johnny Crowford
- 2012 : Jayne Mansfield's Car de Billy Bob Thornton : Jim Caldwell
- 2012 : Jack Reacher de Christopher McQuarrie : Cash
- 2013 : A Night in Old Mexico d'Emilio Aragón (en) : Red
- 2014 : Le Juge (The Judge) de David Dobkin : Joseph Palmer
- 2015 : Wild Horses de lui-même : Scott Briggs
- 2016 : Les Insoumis (In Dubious Battle) de James Franco : Mac
- 2018 : Les Veuves (Widows) de Steve McQueen : Tom Mulligan

##### Années 2020
- 2020 : 12 Mighty Orphans de Ty Roberts : Mason Hawk
- 2022 : Le Haut du panier (Hustle) de Jeremiah Zagar (en) : Rex Merrick
- 2022 : The Pale Blue Eye de Scott Cooper

#### Télévision
- 1963 : La Quatrième Dimension (The Twilight Zone) (série télévisée), Saison 4, épisode 8 : Miniature : Charley Parkes
- 1963 : Le Virginien (série télévisée), Saison 1, épisode 24 Golden Door : Johnny Keel
- 1964 : Au-delà du réel (The Outer Limits) (série télévisée), Saison 2, épisode Les Héritiers : Adam Ballard et Saison 1 , épisode Le caméléon Louis Mace.
- 1966 : Combat! (série télévisée), Saison 5, épisode 14 Cry for Help : Peter Halsman
- 1966 : Fame Is the Name of the Game (TV) : Eddie Franchot
- 1967 : L'ennemi nr.1 du F.B.I. (Cosa Nostra, Arch Enemy of the FBI) (TV) : Ernie Milden
- 1968 : Flesh and Blood (en) (TV) : Howard
- 1967 : Combat! (série télévisée), Saison 5, épisode 25The Partisan : Michel
- 1967 : Au cœur du temps (Time Tunnel) (série télévisée) épisode 24 Chasse à travers le temps (Chase through time)
- 1967 : Les Mystères de l'Ouest (The Wild Wild West), (série TV) - Saison 3 épisode 10, La Nuit du Faucon (The Night of the Falcon), de Marvin Chomsky : Dr Horace Humphries
- 1979 : Ike (mini-série) : le général Dwight D. Eisenhower
- 1980 : Ike, l'épopée d'un héros (Ike: The War Years) (TV) : le général Dwight D. Eisenhower
- 1982 : Aliens From Another Planet (TV) : Nimon
- 1983 : The Terry Fox Story (en) (TV) : Bill Vigars
- 1987 : Apocalypse Pooh (TV) : Gopher (voix)
- 1989 : Lonesome Dove (feuilleton TV) : Augustus 'Gus' McCrae
- 1992 : Stalin (en) (TV) : Joseph Staline
- 1996 : The Man Who Captured Eichmann (en) (TV) : Adolf Eichmann
- 2006 : Broken Trail (mini série) de Walter Hill : Prentice Ritter
- 2012 : Hemingway and Gellhorn (HBO TV) de Philip Kaufman : le général soviétique

### Réalisateur
- 1977 : We're Not the Jet Set (documentaire)
- 1983 : Angelo My Love (en) (également scénariste)
- 1998 : Le Prédicateur (The Apostle) (également scénariste)
- 2002 : Assassination Tango (également scénariste)
- 2015 : Wild Horses (également scénariste)

### Producteur / coproducteur / producteur délégué
- 1983 : Tendre Bonheur de Bruce Beresford
- 1983 : Angelo My Love (en) de lui-même
- 1996 : La Couleur du destin (A Family Thing) de Richard Pearce
- 1996 : The Man Who Captured Eichmann (en) (TV)
- 1998 : Le Prédicateur (The Apostle) de lui-même
- 2000 : Un but pour la gloire (A Shot at Glory) de Michael Corrente
- 2002 : Assassination Tango de lui-même
- 2004 : Portrait of Billy Joe (documentaire) de Luciana Pedraza
- 2006 : Broken Trail (mini série TV) de Walter Hill
- 2010 : Le Grand Jour (Get Low) d'Aaron Schneider
- 2009 : Crazy Heart de Scott Cooper
- 2013 : A Night in Old Mexico d'Emilio Aragón Álvarez
- 2015 : Wild Horses de lui-même

## Distinctions

### Récompenses
- Golden Globes 1980 : Golden Globe du meilleur acteur dans un second rôle pour Apocalypse Now
- Oscars 1984 : meilleur acteur dans Tendre Bonheur
- Houston Film Critics Society Awards 2013 : Lifetime Achievement Award
- Festival du film de Hollywood 2014 : meilleur acteur d'Hollywood dans Le Juge

### Nominations
- Oscars 1972 : meilleur acteur dans un second rôle dans Le Parrain
- Oscars 1979 : meilleur acteur dans un second rôle dans Apocalypse Now
- Oscars 1980 : meilleur acteur dans The Great Santini
- Oscars 1997 : meilleur acteur dans Le Prédicateur
- Oscars 1998 : meilleur acteur dans un second rôle dans Préjudice
- Oscars 2015 : meilleur acteur dans un second rôle dans Le Juge

## Voix françaises
- Jacques Richard (*1931 - 2002) dans :
  - Bullitt
  - Chute libre
  - Geronimo
  - Le Journal
  - Les Aventuriers de l'or noir
  - Amour et Mensonges
  - Phénomène
  - Préjudice
  - 60 secondes chrono
  - À l'aube du sixième jour
  - John Q
- Claude Brosset (*1943 - 2007) dans :
  - Jours de tonnerre
  - Rambling Rose
  - Les Amants du nouveau monde
  - Assassination Tango
  - Open Range
  - Le Secret des frères McCann
  - Lucky You
- François Chaumette (*1923 - 1996) dans :
  - Le Parrain, 2e partie (1er doublage)
  - Network : Main basse sur la télévision
  - Le Plus Grand
  - Betsy
- Richard Leblond[8] (*1944 - 2018) dans :
  - Broken Trail (mini-série)
  - Le Grand Jour
  - Hemingway and Gellhorn (téléfilm)
  - Wild Horses
- Dominique Paturel (*1931 - 2022) dans :
  - La Poursuite impitoyable
  - La nuit nous appartient
  - Jack Reacher
- Roger Rudel (*1921 - 2008) dans :
  - Cent Dollars pour un shérif
  - La Légende de Jesse James
  - Joe Kidd
- Gabriel Cattand (*1923 - 1997) dans :
  - M*A*S*H
  - Sherlock Holmes attaque l'Orient-Express
  - Deux Cent Mille Dollars en cavale
- Bernard-Pierre Donnadieu (*1949 - 2010) dans :
  - Apocalypse Now Redux
  - La Couleur du destin
  - Match en famille (téléfilm)
- Michel Ruhl (*1934 - 2022) dans : 
  - Thank You for Smoking
  - Le Juge
  - Les Veuves
- Pierre Trabaud (*1922 - 2005) dans :
  - Le Détective
  - Le Meilleur
- Marcel Bozzuffi (*1929 - 1988) dans :
  - Les Gens de la pluie
  - Sanglantes Confessions
- Marc Cassot (*1923 - 2016) dans :
  - THX 1138 (1er doublage)
  - Tout... sauf en famille
- Marc de Georgi (*1931 - 2003) dans :
  - Tueur d'élite
  - Lonesome Dove (mini-série)
- Guy Chapellier[8] dans :
  - Le Parrain (2e doublage)
  - Le Parrain, 2e partie (2e doublage)
- Michel Bedetti dans :
  - La Route
  - Les Insoumis

Et aussi
- Jean Berger (*1917 - 2014) dans Le Combat du capitaine Newman
- Joël Martineau dans Objectif Lune (2e doublage)
- Pierre Vaneck (*1931 - 2010) dans Le Parrain (1er doublage)
- William Sabatier (*1923 - 2019) dans Police Connection
- Francis Lax (*1930 - 2013) dans Échec à l'organisation
- Jacques Thébault (*1924 - 2015) dans L'Évadé
- Philippe Clay (*1927 - 2007) dans L'aigle s'est envolé
- Pierre Santini dans Apocalypse Now
- Roger Carel (*1927 - 2020) dans Ike[8] (téléfilm)
- Claude Joseph (*1926 - 1995) dans Le Bateau phare
- André Valmy (*1919 - 2015) dans Colors
- Mario Santini (*1945 - 2001) dans Staline (téléfilm)
- Roland Ménard (*1923 - 2016) dans Operation Attila Eichman
- Jean-Claude Sachot (*1943 - 2017) dans The Gingerbread Man
- Jean Lescot (*1938 - 2015) dans Deep Impact
- Jean-Marc Delhausse dans THX 1138 (2e doublage)
- Mathieu Rivolier dans Le Haut du panier